# Spalační reakce

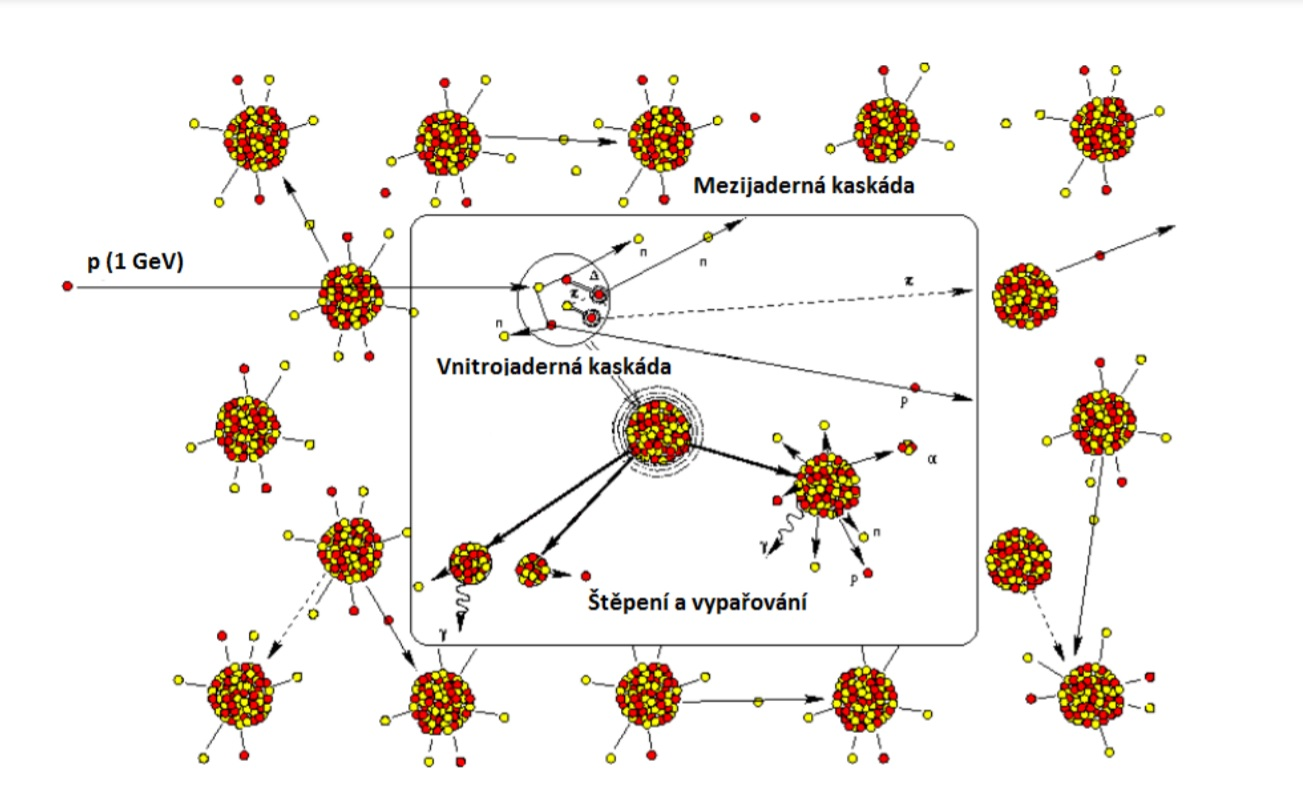
Průběh spalační (tříštivé) reakce.

Spalační (tříštivá) reakce je reakce velmi urychlené částice dopadající na terčové jádro prvku s vysokým nukleonovým číslem. Následkem srážky je uvolněno velké množství neutronů. Tento zdroj neutronů lze využít buď k provozu urychlovačem řízených reaktorů, nebo k transmutaci vyhořelého jaderného paliva.

## Průběh spalační reakce
Urychlovanou částicí je nejčastěji proton. Je možné použít například deuteron (jádro deuteria), což je však z důvodu jeho vyšší hmotnosti energeticky náročnější. Energie vhodná pro úspěšné provedení spalační reakce závisí na volbě urychlované částice i materiálu terčíku, pro proton se jedná o energie okolo 1 GeV.
Proces rozdělujeme na tři fáze. V první fázi spalační reakce, tzv. vnitrojaderné kaskádě, dochází ke srážkám protonu s jednotlivými nukleony, způsobující ztrátu jeho energie a vyražení několika nukleonů z jádra. Ve druhé fázi se zasažené jádro stabilizuje (de-excituje) uvolněním několika dalších nukleonů, nebo lehkých jader. Na závěr dochází k uvolnění zbylé přebývající energie ve formě gama záření.
Terč jader, které zasahujeme, je tvořen těžkými jádry (bismut, olovo, wolfram). Pokud je takový terč zasažen protonem o energii 1 GeV, dojde spalační reakcí k uvolnění přibližně 20 až 30 neutronů. Neutrony jsou produkované na širokém energetickém spektru.

## Využití v provozu ADS reaktorů
Pro ADS reaktory (Accelerator-driven subcritical reactor) je uvažováno využití lineárního urychlovače jako zdroje proudu protonů, který následně díky spalační reakci bude poskytovat zdroj neutronů. Očekává se, že tento urychlovač by měl pro stálý provoz trvalou spotřebu 30 % výkonu celého reaktoru, zbylých 70 % by tak mohlo být odvedeno do sítě. Důležitou vlastností ADS reaktoru je jeho neustálý podkritický stav. Štěpná jaderná reakce neprobíhá samovolně: pokud dojde k vypnutí zdroje neutronů, okamžitě dochází k zastavení štěpení. Místo paliva schopného samovolné štěpné reakce jako je uran-235 je v reaktoru možné použít například thorium.
Hlavní motivací pro rozvoj ADS reaktorů je: možnost využití thoria jako jaderného paliva, produkce jen malého množství plutonia (zneužitelného ke zbrojním účelům), ekonomická výhodnost kratšího palivového cyklu díky využití thoria, nebo podkritický stav reaktoru (vylučuje vznik neřízené štěpné řetězové reakce).